# Rüdiger Gamm
Pour les articles homonymes, voir Gamm.
Rüdiger Gamm, né le 10 juillet 1971, est un mathématicien allemand "Calculateur prodige".
Des expériences ont montré qu'il utilise sa mémoire à long terme pour effectuer ses calculs.